# The Fat of the Land
Az 1997-es The Fat of the Land a The Prodigy harmadik nagylemeze.
Több összeállításba bekerült, 1998-ban a Q magazin minden idők 9. legjobb albumának választotta, 2000-ben a 100 legjobb brit albumot felsorakoztató lista 47. helyére került. A Rolling Stone a 90-es évek egyik alapvető albumának nevezte. A Spin magazin 1997 20. legjobb albumának nevezte, míg a Melody Maker 1997 legjobb albumai listáján a 13. lett. Emellett szerepel az 1001 lemez, amit hallanod kell, mielőtt meghalsz című könyvben.
A The Fat of the Land még a Prodigyhoz képest is pörgős és vad lemez. Lassabb szám csak egy van rajta (a keleties Climbatize). A dalok többi része az Experience c. albumhoz képest letisztult, komolyabb hatást keltő, ugyanakkor gyors, agresszív, durva vagy eldurvuló industrial/elektro techno (Smack My Bitch Up, Funky Shit, Mindfields, Narayan), a jobban promotált és ezért jelentősebbnek érzett, többet idézett és ismertebb dalok viszont az elektronika és a rockzene sajátosan ötvözött egyvelegét alkotják, ilyen a teljesen egyedi Breathe, valamint a punkos elemekből építkező Firestarter, Serial Thrilla és az album végi Fuel My Fire. Egy szám erejéig (Diesel Power) Kool Keith csillogtatja meg raptudását. A kritika és a közönség is kiemelkedően jól fogadta ezt a lemezt, amellyel a Prodigy úgy tudott a nemzetközi mainstream zeneiparba betörni, hogy közben művészileg sokat megőrzött eredeti, underground gyökereiből.

## Az album dalai
|     | Cím                                                   | Szerző(k)                                  | Hossz |
| --- | ----------------------------------------------------- | ------------------------------------------ | ----- |
| 1.  | Smack My Bitch Up (közreműködik az Ultramagnetic MCs) | Liam Howlett                               | 5:42  |
| 2.  | Breathe                                               | Howlett, Keith Flint, Maxim Reality        | 5:35  |
| 3.  | Diesel Power                                          | Howlett, Kool Keith                        | 4:17  |
| 4.  | Funky Shit                                            | Howlett                                    | 5:16  |
| 5.  | Serial Thrilla                                        | Howlett, Flint, Len Arran, Skin            | 5:11  |
| 6.  | Mindfields                                            | Howlett, Maxim Reality                     | 5:40  |
| 7.  | Narayan                                               | Howlett, Crispian Mills                    | 9:05  |
| 8.  | Firestarter                                           | Howlett, Flint, The Art of Noise, Kim Deal | 4:40  |
| 9.  | Climbatize                                            | Howlett                                    | 6:38  |
| 10. | Fuel My Fire                                          | Donita Sparks, Cosmic Psychos              | 4:19  |

## Közreműködők

### The Prodigy
- Keith Flint – ének
- Liam Howlett – billentyűk, producer, művészeti vezető, keverés
- Maxim Reality – ének

### További zenészek
- Shahin Badar – ének (Smack My Bitch Up)
- Matt Cameron – dob
- Jim Davies – gitár
- Kool Keith – ének (Smack My Bitch Up, Diesel Power)
- Crispian Mills – ének (Narayan)
- Tom Morello – gitár (No Man Army)

### Produkció
- Christian Ammann – fényképek
- Jake Holloway – illusztrációk
- Alex Jenkins – művészeti vezető, design, fényképek
- Neil McLellan – hangmérnök
- Pat Pope – fényképek
- Alex Scaglia – fényképek
- Lou Smith – fényképek
- Terry Whittaker – fényképek
- Konrad Wothe – fényképek

## Fordítás
Ez a szócikk részben vagy egészben a The Fat of the Land című angol Wikipédia-szócikk ezen változatának fordításán alapul.  Az eredeti cikk szerkesztőit annak laptörténete sorolja fel. Ez a jelzés csupán a megfogalmazás eredetét és a szerzői jogokat jelzi, nem szolgál a cikkben szereplő információk forrásmegjelöléseként.

## Külső hivatkozások
- Az album nemzetközi visszhangjáról (Billboard, 1997. július)
- Puzsér Róbert - Gödri Bulcsú: Sznobjektív / 17. (beszélgetések minden idők legjobb 50 videoklipjéről). Youtube, rádiófelvétel, hiv. beill.: 215-05-13.
- Hogy készült a Fat of the Land? Archiválva 2016. október 2-i dátummal a Wayback Machine-ben (angol)